# Sud'ba
Sud'ba (Судьба) è un film del 1977 diretto da Evgenij Semёnovič Matveev.

## Trama
La vita dell'irrefrenabile Zachar Derjugin, l'affettuoso spericolato Manja Polivanova, la paziente Frosja, la moglie di Zachar, il segretario del comitato regionale del partito Tichon Brjuchanov e molti, molti altri loro contemporanei, scoppiò nella guerra. Per Frosja e Manja, questa è una vita infinitamente dolorosa durante l'occupazione; per Zachar - il fronte, la prigionia, la fuga e la venuta dei partigiani; per Brjuchanov - una lotta spietata contro il nemico dietro la linea del fronte. Tutti loro personificavano il popolo russo, il loro spirito patriottico.